# Orange Range
Orange Range (japanska: オレンジレンジ, Orenji Renji) är ett alternativrockband med fem medlemmar från Okinawa i Japan. Sedan 2003 är Satori Shiraishi deras producent och Sony Music Entertainment Japans avdelning gr8! records deras skivbolag. De har ett samarbete med företaget Stardust Promotion.
Då andra band med färger i sitt namn (Glay (grå), The Blue Hearts (blå) och The yellow monkey (gul)) hade bra försäljningssiffror så tog Orange Range också en färg i sitt namn. Det var Naotos mor som hade orange som sin turfärg.

## Karriär
Innan bandet fick ett kontrakt spelade de mestadels covers från andra kända japanska band, såsom Glay och Mr. Children.

## Medlemmar

### Nuvarande
- Hiroki - vokalist (mediant)
- Yamato - vokalist (sopran)
- Naoto - gitarr, kör, kompositör, programmering, andra instrument
- You - bas
- Ryo - vokalist (bas)

### Tidigare
- "Katchan" - trummor

## Diskografi

### Singlar
|     | Titel                                                           | Utgivningsdatum  | Topplacering Oricon Weekly |
| --- | --------------------------------------------------------------- | ---------------- | -------------------------- |
| #1  | "Kirikirimai" (キリキリマイ)                                    | 4 juni 2003      | #50                        |
| #2  | "Shanghai Honey" (上海ハニー)                                   | 16 juli 2003     | #5                         |
| #3  | "Viva★Rock" (ビバ★ロック)                                       | 22 oktober 2003  | #3                         |
| #4  | "Rakuyō" (落陽)                                                 | 27 november 2003 | #10                        |
| #5  | "Michishirube: A Road Home" (ミチシルベ～a road home～)         | 25 februari 2004 | #1                         |
| #6  | "Locolotion" (ロコローション)                                   | 9 juni 2004      | #1                         |
| #7  | "Chest" (チェスト)                                              | 25 augusti 2004  | #1                         |
| #8  | "Hana" (花)                                                     | 20 oktober 2004  | #1                         |
| #9  | "Asterisk" (＊~アスタリスク~)                                   | 23 februari 2005 | #1                         |
| #10 | "Love Parade" (ラヴ・パレード)                                  | 25 maj 2005      | #1                         |
| #11 | "Onegai! Señorita" (お願い！セニョリータ)                       | 8 juni 2005      | #1                         |
| #12 | "Kizuna" (キズナ)                                               | 24 augusti 2005  | #1                         |
| #13 | "Champione" (チャンピオーネ)                                    | 10 maj 2006      | #1                         |
| #14 | "Un Rock Star"                                                  | 30 augusti 2006  | #3                         |
| #15 | "Sayonara"                                                      | 25 oktober 2006  | #3                         |
| #16 | "Ika Summer" (イカSummer)                                       | 25 april 2007    | #3                         |
| #17 | "Ikenai Taiyō" (イケナイ太陽)                                   | 18 juli 2007     | #3                         |
| #18 | "Kimi Station" (君station)                                      | 5 mars 2008      | #2                         |
| #19 | "O2" (02~オー･ツー~)                                            | 28 maj 2008      | #3                         |
| #20 | "Oshare Banchou feat. Soy Sauce" (おしゃれ番長 feat.ソイソース) | 12 november 2008 | #5                         |
| #21 | "Hitomi no Saki ni" (瞳の先に)                                  | 8 juli 2009      | #4                         |

### Album

#### Studioalbum
|    | Titel               | Utgivningsdatum  | Topplacering Oricon Weekly |
| -- | ------------------- | ---------------- | -------------------------- |
| #1 | "1st Contact"       | 17 december 2003 | #2                         |
| #2 | "MusiQ"             | 1 december 2004  | #1                         |
| #3 | "Natural"           | 12 oktober 2005  | #1                         |
| #4 | "Orange Range"      | 6 december 2006  | #2                         |
| #5 | "Panic Fancy"       | 9 juli 2008      | #1                         |
| #6 | "World World World" | 5 augusti 2009   | #4                         |